# Mindy Hall
Pour les articles homonymes, voir Hall.
Mindy Hall est une maquilleuse qui a travaillé sur des films tels que Teenage Mutant Ninja Turtles (2014) et Wall Street : L'argent ne dort jamais (2010). Elle a également travaillé sur Star Trek (2009), où elle a été impliquée dans le travail de refonte de la race romulienne. Pour son travail sur ce film, elle a remporté un Oscar du meilleur maquillage.

## Biographie
Mindy Hall décide de poursuivre une carrière dans le maquillage hollywoodien à l'âge de 17 ans. Elle étudie à l'Université d'État de San Diego mais elle stoppe tout et rejoint le programme d'apprentissage pour le maquillage au San Francisco Opera. Après avoir terminé le cours, elle travaille avec plusieurs compagnies d'opéra régionales dans le domaine du maquillage ainsi que la coiffure et la construction de perruques.
Elle travaille sur un certain nombre de films dont Teenage Mutant Ninja Turtles, PS I Love You et Wall Street : L'argent ne dort jamais. Dans le cadre de son travail sur Star Trek en 2009, elle participe à la création de la nouvelle apparence de la race romulienne vue dans le film. Elle est responsable du département maquillage sur le film, où elle dirige une équipe de plus de quarante maquilleurs parmi lesquels se trouvent Joel Harlow et Barney Burman, les concepteurs des extraterrestres vus dans le film.

## Récompenses
L'équipe de maquillage travaillant sur Star Trek remporte un Oscar à la 82e cérémonie des Oscars. C'est la première nomination du trio et le premier Oscar à avoir été décerné à un film de la franchise. Ils ont réitéré leur succès aux 36e Saturn Awards, même si l'événement a été dominé par le succès du film Avatar de James Cameron. En 2011, elle est nommée pour un Emmy Award pour le meilleur maquillage dans une mini-série ou téléfilm, en tant que chef de l'équipe qui a travaillé sur le téléfilm Cinema Verite de HBO.

## Publication
En 2017, elle est co-autrice avec Gretchen Davis de l'ouvrage Makeup Artist Handbook publié par Focal Press.